# Stanley Galen Smith
Stanley Galen Smith (n. 1926) es un botánico estadounidense.
Sirvió en las fueras armadas de Estados Unidos entre 1944 a 1946 y luego asistió a la Universidad de California en Berkeley, donde recibió su licenciatura en 1949 y su M.Sc. en 1951. Luego sirvió en la Fuerza Aérea desde 1951 a 1955 antes de regresar a la Universidad de California, obteniendo un doctorado en botánica en 1961; defendiendo su tesis "La hibridación natural y la taxonomía en el género Typha, con especial referencia a la población de California."
Fue contratado como profesor asistente en Botánica en la Universidad de Iowa en 1960 y más tarde enseñó en la Universidad de Wisconsin WSU-Whitewater en Biología.

## Algunas publicaciones

### Libros
- stanley galen Smith. 1961. Natural Hybridization and Taxonomy in the Genus Typha: With Particular Reference to California Populations. Reimpreso por Univ. of California, Berkeley, 408 pp.

- La abreviatura «S.G.Sm.» se emplea para indicar a Stanley Galen Smith como autoridad en la descripción y clasificación científica de los vegetales.[1]

## Fuente
- Desmond, R. 1994. Dictionary of British & Irish Botanists & Horticulturists includins Plant Collectors, Flower Painters & Garden Designers. Taylor & Francis & The Natural History Museum, Londres.